# Haltern am See
Haltern am See (Haltern en el lago), conocida simplemente como Haltern es una ciudad y un municipio en el distrito de Recklinghausen, Renania del Norte-Westfalia, Alemania. Está situado a orillas del río Lippe y del canal de Wesel-Datteln, aproximadamente 15 kilómetros al norte de Recklinghausen.

## Historia
En marzo de 2015, la ciudad recibió la atención internacional cuando 16 estudiantes y dos profesores del Joseph-König-Gymnasium en Haltern murieron en el accidente del vuelo 9525 de Germanwings en los Alpes franceses. Volvían a casa después de un intercambio de estudiantes con el Instituto Giola en Llinars del Vallès, España. El alcalde de Haltern, Bodo Klimpel, lo describió como "el día más oscuro en la historia de nuestra ciudad."

## Galería

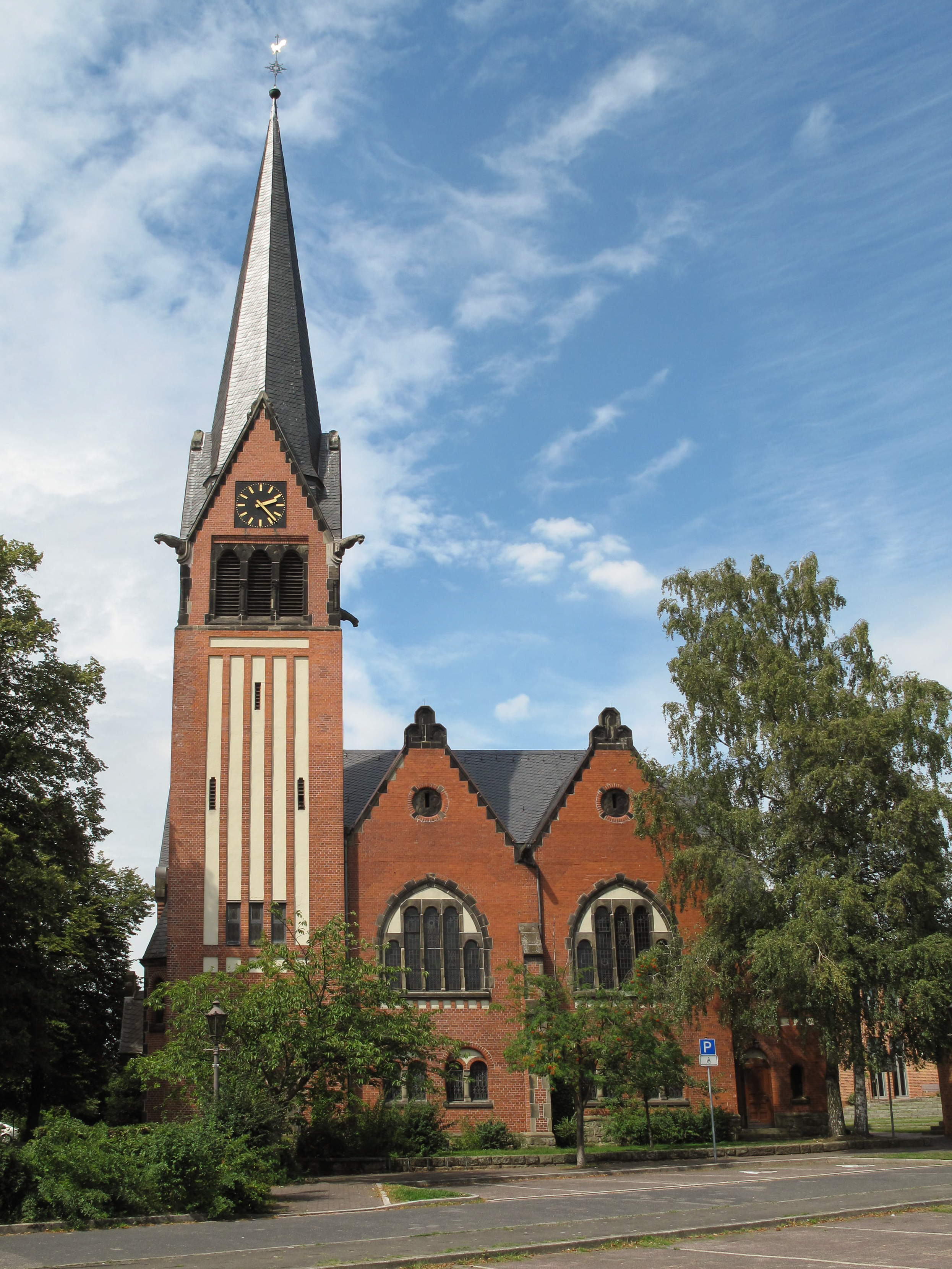
Iglesia de Haltern am See.
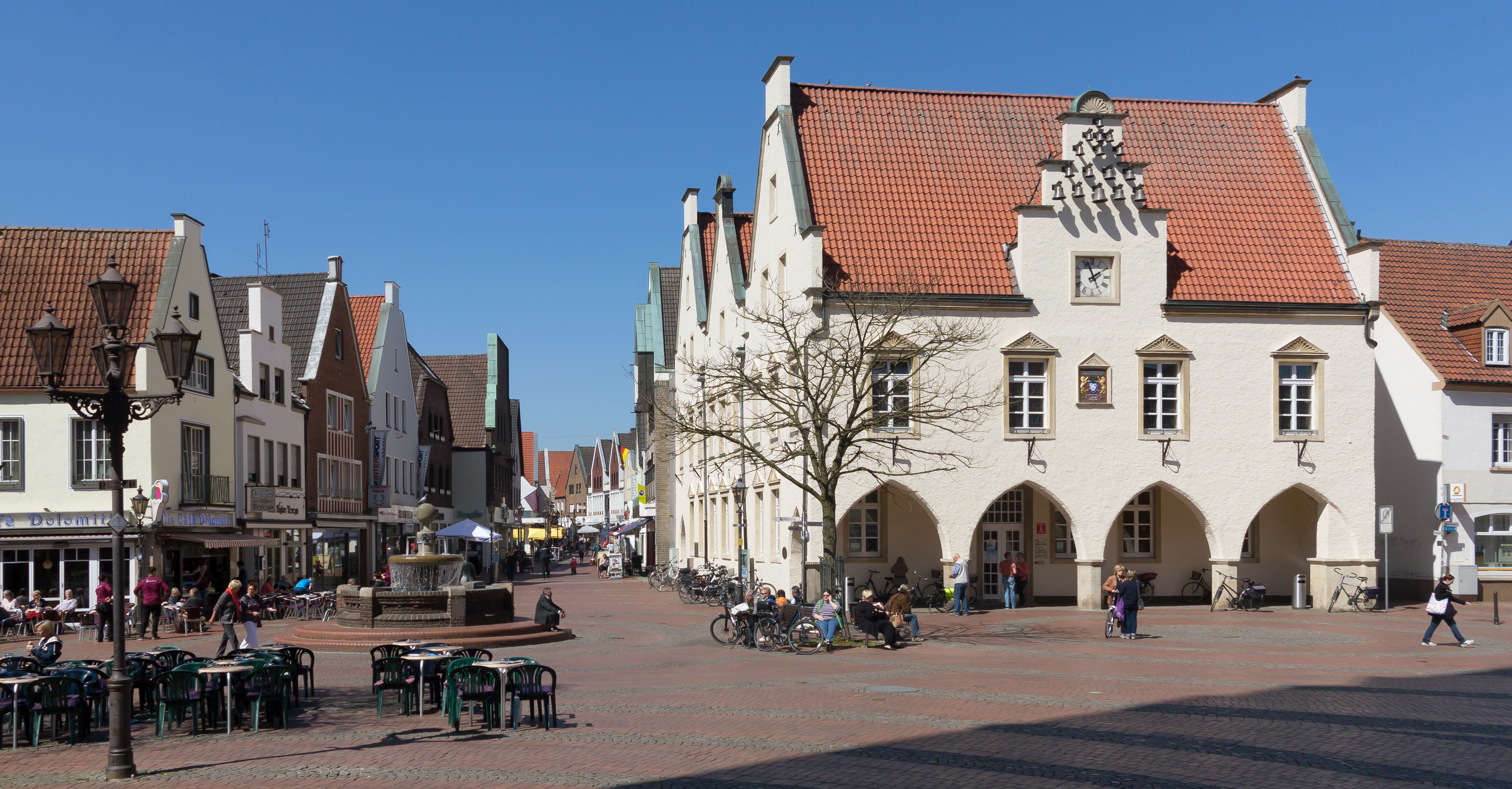
Antiguo ayuntamiento de Haltern am See
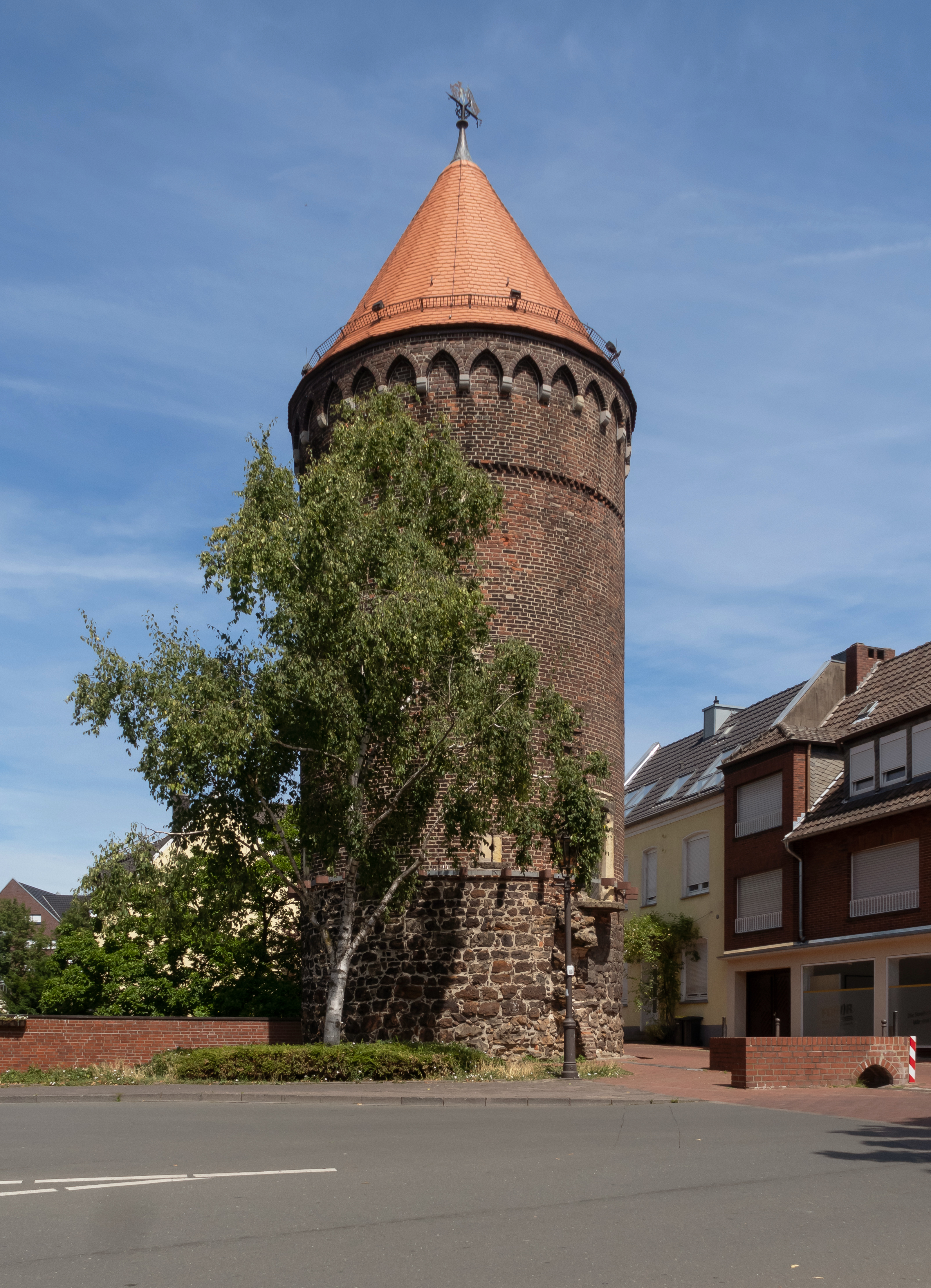
El torre: Siebenteufelsturm
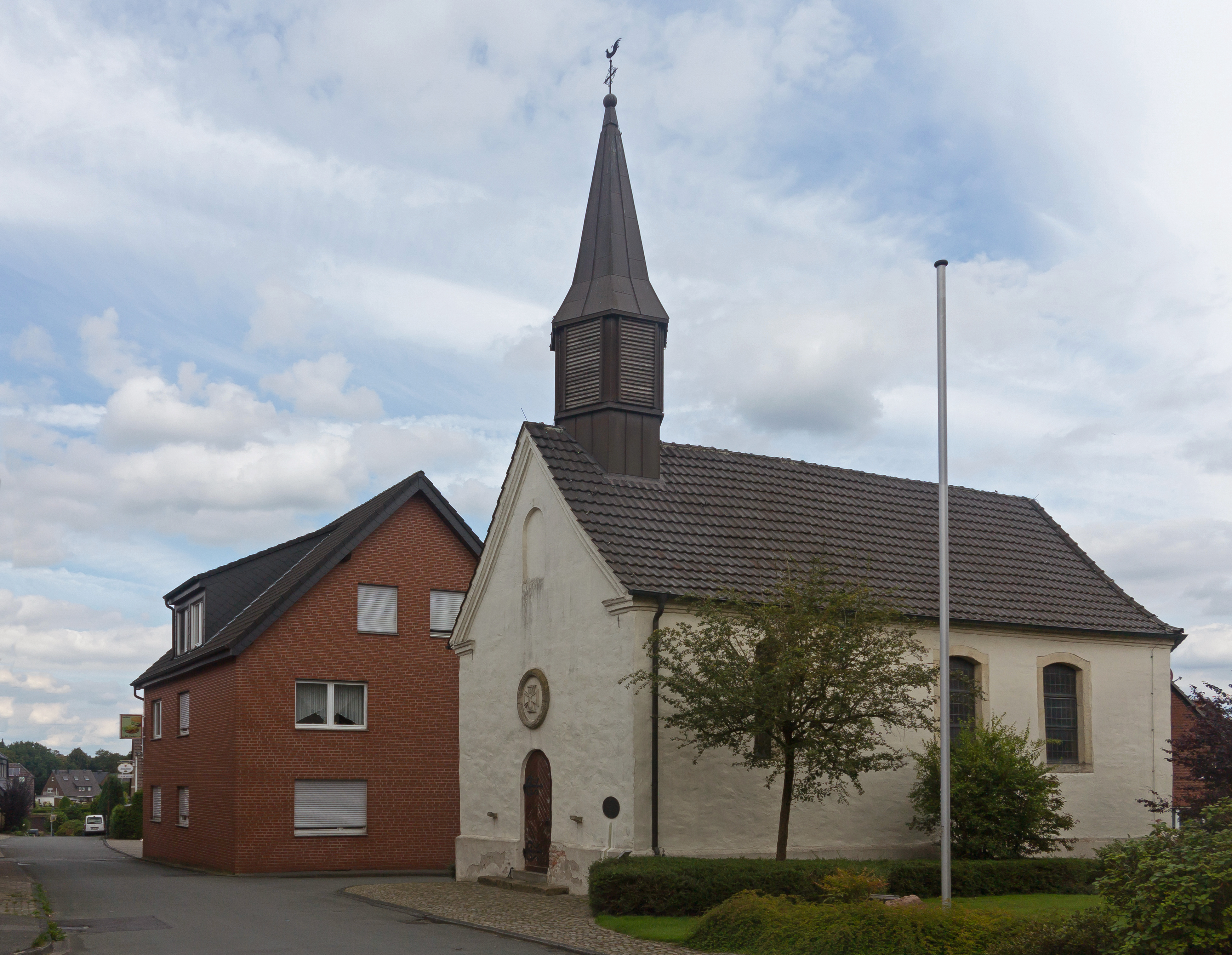
La capilla en Lavesum
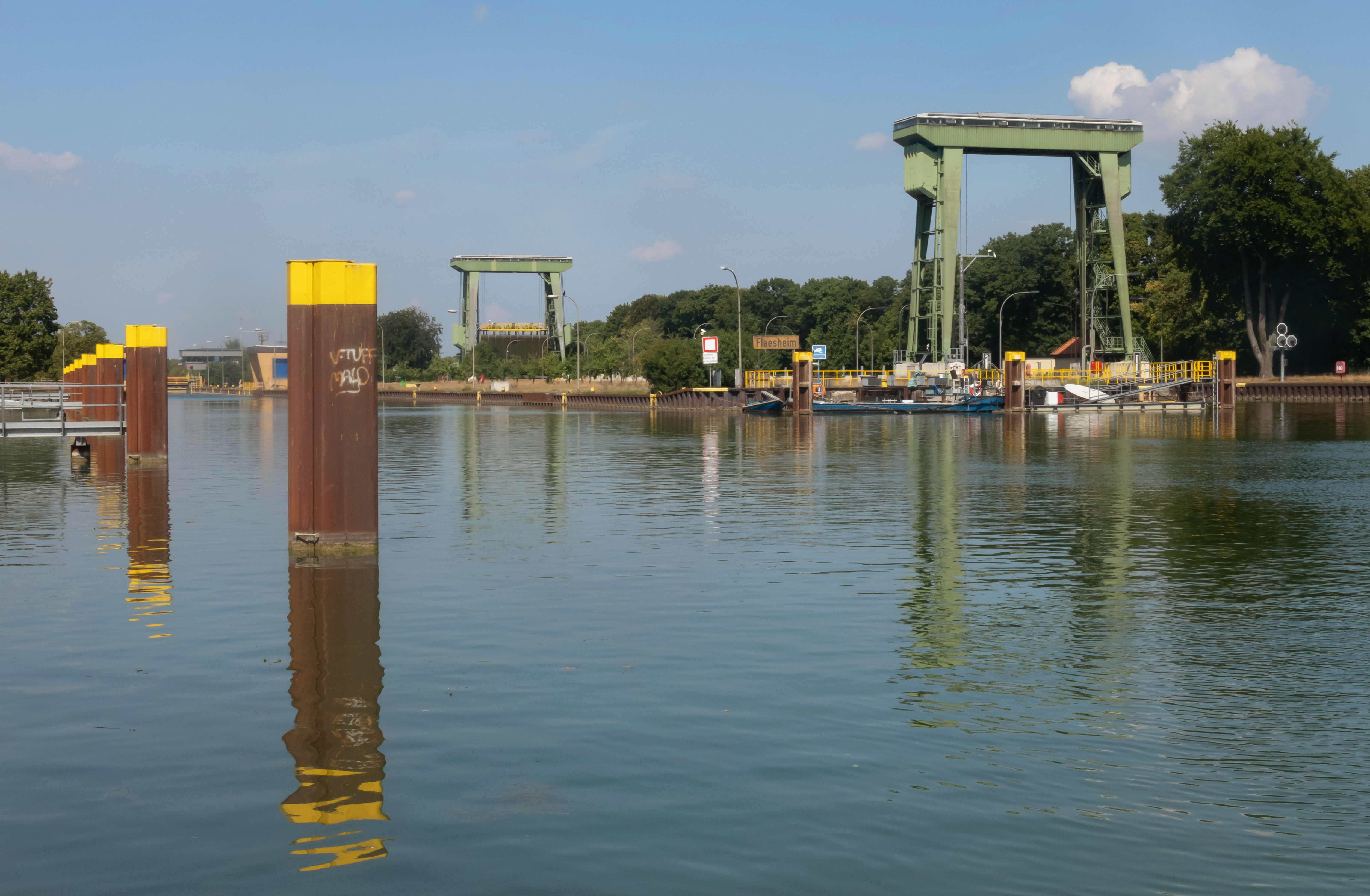
La esclusa: Schleuse Flaesheim
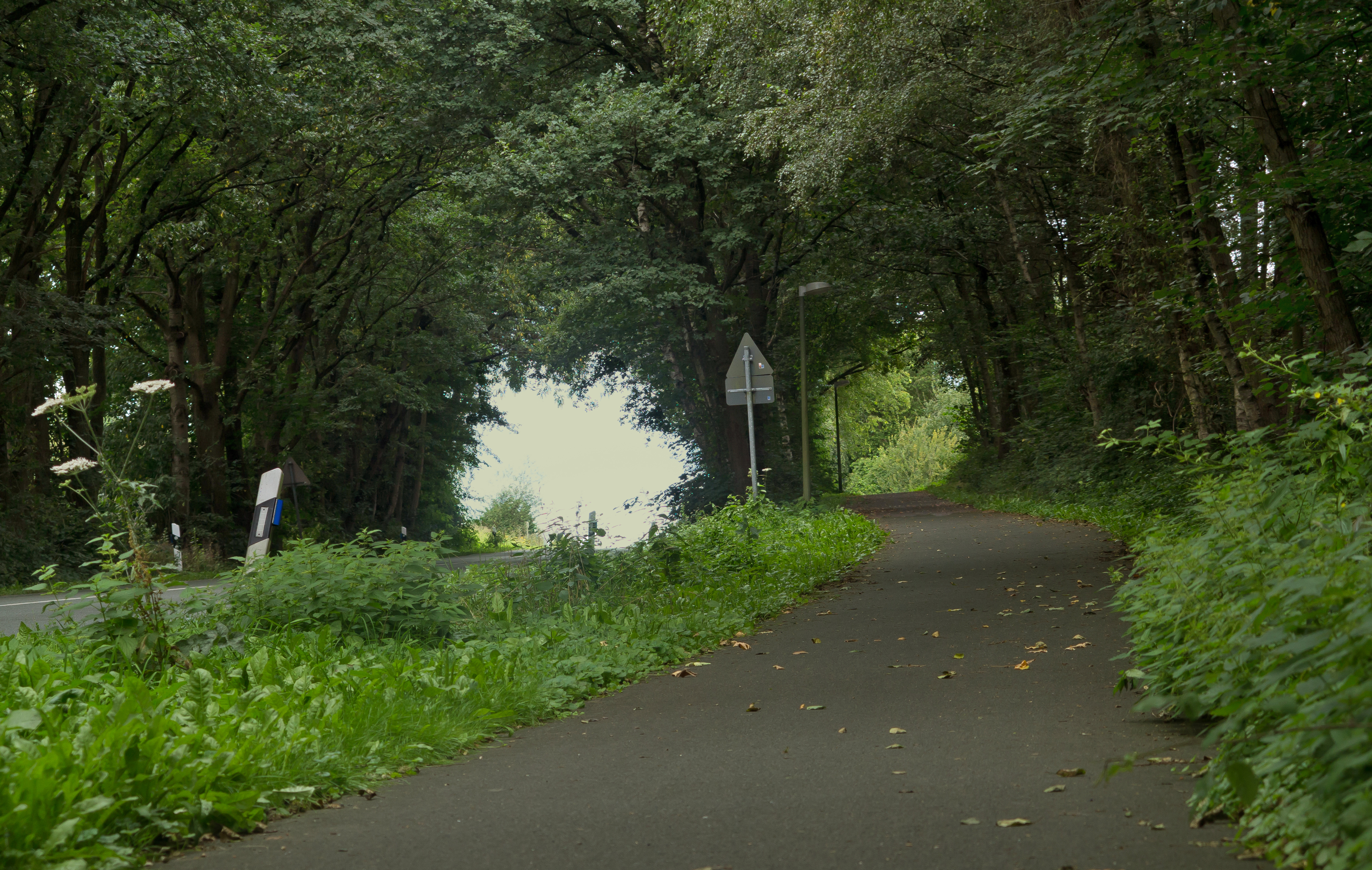
Vista de la calle a través de los árboles entre Lavesum y Haltern am See,

## Personas destacadas
- Juan Bartolomé Avontroot, comerciante y propagador del protestantismo en las islas Canarias, nació en la ciudad.
- Benedikt Höwedes, futbolista del Schalke 04 y Alemania, nació en la ciudad.
- Christoph Metzelder, exfutbolista del Schalke 04 y ahora del TuS Haltern, nació en la ciudad.

## Relaciones internacionales
Haltern está hermanada con:
- Distrito de Rochford, Essex, Reino Unido
- Roost-Warendin, Francia
- Sankt Veit an der Glan, Austria
- Norwich, Essex, Reino Unido